# Jurij Gietikow
Jurij Aleksiejewicz Gietikow (ros. Юрий Алексеевич Гетиков; ur. 19 czerwca 1971, Rosyjska FSRR) – rosyjski piłkarz, grający na pozycji obrońcy, a wcześniej pomocnika oraz napastnika.

## Kariera piłkarska

### Kariera klubowa
W 1988 rozpoczął karierę piłkarską w drużynie Irtysz Omsk. Na początku 1992 został zaproszony przez trenera Anatolija Zajajewa do Tawrii Symferopol. 7 marca 1992 roku debiutował w Wyszczej Lidze w meczu z Torpedem Zaporoże (2:0). W końcu 1992 opuścił krymski klub i przeniósł się do Bałtiki Kaliningrad. W 1995 powrócił do Ukrainy, gdzie bronił barw Tempa Szepietówka i Tawrii Symferopol. W lipcu 1995 powrócił do Irtysza Omsk. W 1998 został piłkarzem Krylji Sowietow Samara. Ale nieczęsto wychodził na boisko, dlatego następnego roku zmienił klub na Gazowik-Gazprom Iżewsk. W grudniu 2001 powrócił kolejny raz do Irtysza Omsk. W następnym sezonie występował w Dinamie Stawropol. Zakończył karierę piłkarską w zespole Metałłurg-Kuzbass Nowokuźnieck.

## Sukcesy i odznaczenia

### Sukcesy klubowe
- mistrz Ukrainy: 1992
- brązowy medalista Pierwoj Ligi Rosji: 1994

### Odznaczenia
- nagrodzony tytułem Mistrza Sportu Ukrainy.